# Neodiphthera aenicnia
Neodiphthera aenicnia är en fjärilsart som beskrevs av L.Sonthonnax 1899. Neodiphthera aenicnia ingår i släktet Neodiphthera och familjen påfågelsspinnare. Inga underarter finns listade i Catalogue of Life.